# Didymothrips abdominalis
Didymothrips abdominalis (лат.) — ископаемый вид трипсов, единственный в составе рода †Didymothrips из семейства Stenurothripidae. Меловой период, бирманский янтарь (Юго-Восточная Азия, Мьянма).

## Описание
Длина тела менее 1 мм. Антенна с девятью члениками-антенномерами, на антенномерах III—VI формы перевернутого треугольника имеются конусообразные сенсориумы. Голова сверху скульптурирована поперечными бороздками; сложный глаз выступает вперед переднего края. Переднеспинка примерно такой же ширины, как и голова, скульптурирована поперечной полосой, снабжена редкими микротрихиями; переднемаргинальные и заднемаргинальные щетинки переднеспинки длинные, гребенчатые, имеются две пары длинных заднеугловых щетинок. Среднеспинка частично скрыта переднеспинкой и ее заднекраевыми щетинками. Переднее крыло узкое, слегка изогнутое вперед, перепонка покрыта микротрихиями; две параллельные продольные жилки крыла с несколькими толстыми щетинками, поперечные жилки не развиты. Бахромчатые реснички длинные и волнистые, в дистальной части заднего края крыла имеются двойные реснички. Брюшко 10-члениковое, и есть различия между самцом и самкой: самка с плоским и широким брюшком с заостренным окончанием, направленным назад или немного вниз, а самец с коротким и толстым брюшком с незаостренным окончанием.

## Таксономия и этимология
Вид был впервые описан в 2024 году энтомологами из Китая и США (Dawei Guo, Michael S. Engel, Chungkun Shih, Dong Ren) по типовому материалу (самка и самец) в куске бирманского янтаря (Меловой период, Мьянма) вместе с видом †Parallelothrips separatus. Родовое название Didymothrips представляет собой комбинацию древнегреческого слова Δίδυμοι (Dídymoi, оригинальное греческое название более поздних римских Близнецов) и древнегреческого существительного θρίψ (трипс, что означает «древесный червь»). Название относится к переднекраевым и заднекраевым щетинкам переднеспинки. Видовой эпитет D. abdominalis происходит от латинского прилагательного abdōminālis, что означает «брюшной» и относится к широкому брюшку этого вида.
Ранее семейство Stenurothripidae было известно из ливанского (6 родов и 6 видов) и испанского янтарей (1 вид, †Hispanothrips utrillensis), а из бирманского янтаря первый представитель семейства был описан в 2019 году: вид †Cenomanithrips primus.